# Serra dels Estanys
La Serra dels Estanys és una serra situada entre els municipis de Cantallops i de Campmany a la comarca de l'Alt Empordà, amb una elevació màxima de 145 metres.